# Bahnhof Verden (Aller)
Der Bahnhof Verden (Aller) ist ein Trennungsbahnhof an der Bahnstrecke Wunstorf–Bremen und an der Bahnstrecke Verden–Rotenburg. Er befindet sich nahe dem Stadtzentrum der niedersächsischen Kreisstadt Verden (Aller).

## Geschichte
Der Bahnhof wurde 1847 an der Strecke Wunstorf–Bremen eröffnet. Zwischen 1903 und 1905 wurde weiter südlich in einmündende Bahnstrecke Celle–Wahnebergen auf dem ersten Abschnitt bis Schwarmstedt und 1911 die Verden-Walsroder Eisenbahn eröffnet. 1928 kam die Verbindung nach Rotenburg hinzu. Eine Anbindung der nahen Amerikalinie kam nie zustande. Der Bahnhof war im Zweiten Weltkrieg wie die gesamten Eisenbahnanlagen der Umgebung zwischen zurückweichenden Wehrmachtseinheiten und der vorrückenden britischen Armee umkämpft. 1966 wurde der Personenverkehr auf der Allertalbahn eingestellt, die Verden-Walsroder Eisenbahn, die schon seit 1936 nicht mehr durchgängig befahrbar war, folgte 1969. Während diese jedoch im Güterverkehr noch sporadisch bedient wird, wurde die Allertalbahn 1995 ganz stillgelegt und anschließend abgebaut.
In den 1980er Jahren wurden die an beiden Bahnhofsenden gelegenen beschrankten Bahnübergänge aufgehoben. Der Bahnhof Verden war Schnellzug- und später Interregio-Halt. Heute wird er im Fernverkehr von Intercity-Zügen bedient.

## Anlage

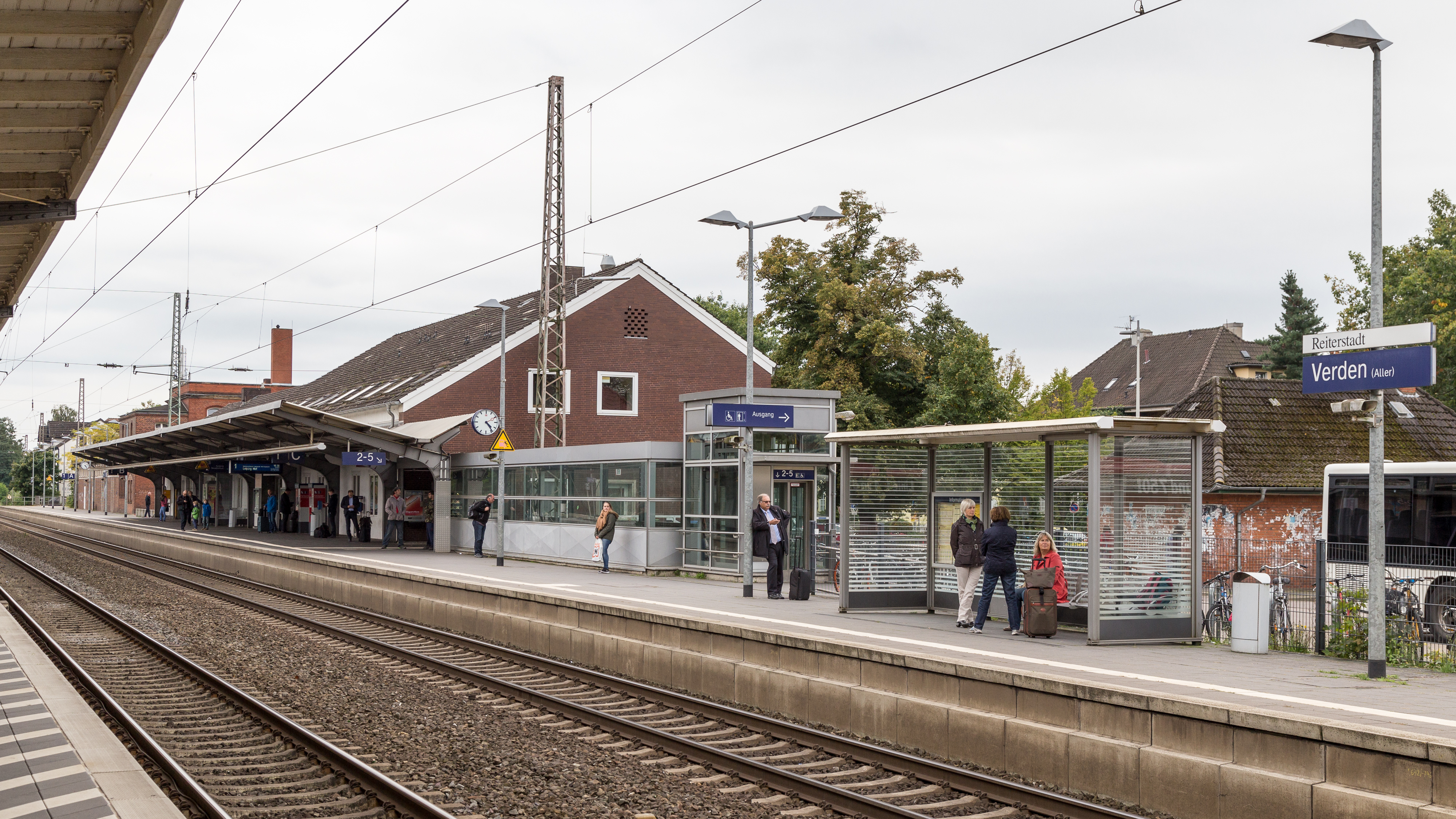
Bahnhof Reiterstadt Verden

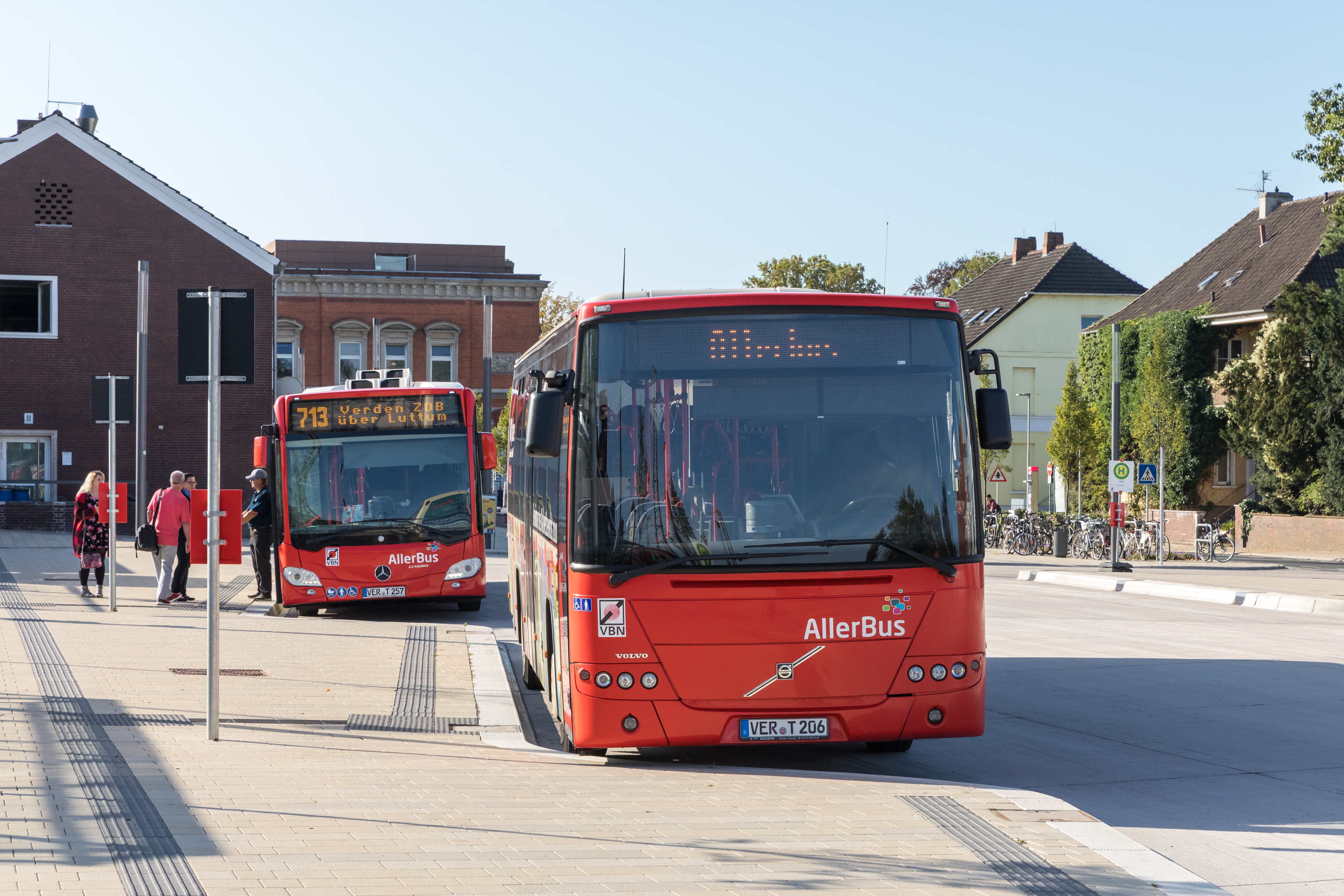
Busbahnhof Verden

Der in Nord-Süd-Richtung angelegte Bahnhof besitzt einen Hausbahnsteig am westlich gelegenen Empfangsgebäude und zwei Inselbahnsteige, wovon der erste überdacht ist. Der Hausbahnsteig und Gleis 2 sind für den Verkehr Hannover–Bremen vorgesehen. Gleis 3 ist Endpunkt der Linie RS1 der Regio-S-Bahn aus Bremen-Farge, während an Gleis 4 Züge der Weser-Aller-Bahn nach Rotenburg (Wümme) verkehren. Gleis 5 dient als Ausgangspunkt für die Museumsbahnzüge auf der Verden-Walsroder Eisenbahn nach Stemmen. Züge der Regio-S-Bahn mit mehr als 5 Minuten Verspätung bei der Ankunft halten – sofern dies nicht durch ICs verhindert wird – auf dem schneller befahrbaren Durchgangsgleis 2.
Im nördlichen Bahnhofsvorfeld lag der Güterbahnhof, hier befinden sich nach wie vor Rangier- und Abstellgleise sowie eine neuere Reinigungsanlage der NordWestBahn. Östlich und westlich befinden sich Park-and-Ride-Parkplätze, westlich wurde ferner ein Busbahnhof angelegt. Der Bahnhof ist seit 2006 barrierefrei ausgebaut, der Bahnhofsvorplatz wurde im Jahre 2019 modernisiert.

### Stellwerk
Im Bahnhof befindet sich das Zentralstellwerk „Vf“, von dem aus der Fahrdienstleiter neben dem Betrieb auf dem Bahnhof selbst noch die Überleitstelle Wahnebergen bedient. Die angrenzende Strecke Verden–Rotenburg mit den Bahnhöfen Walle, Holtum (Geest), Westerwalsede und Unterstedt wird seit Ende des Jahres 2017 durch das elektronische Stellwerk Hannover ferngesteuert. Im Störungsfall wird die Bedienung der Strecke durch Personal aus der Betriebszentrale Hannover sichergestellt. Hierfür kann das vor Ort in einem Container untergebrachte und regelmäßig nicht besetzte elektronische Stellwerk „HVX“ jederzeit eingeschaltet werden. Die bisherige Bedienung der Strecke durch das veraltete Fernwirksystem der Firma Siemens (DUS 501/502) durch den Fdl Verden musste aufgrund hoher Störanfälligkeit aufgegeben werden.

### Gleisaufteilung
| Gleis              | Haupt-Fahrtrichtung                                  | Zuggattung                                                              |
| ------------------ | ---------------------------------------------------- | ----------------------------------------------------------------------- |
| 1                  | Nienburg (Weser) –Hannover                           | Regional-Express, Intercity, Intercity-Express                          |
| 2                  | Bremen – Oldenburg – Emden – Norddeich / Bremerhaven | Regional-Express, Intercity, Intercity-Express                          |
| 3                  | Bremen – Bremen-Vegesack – Bremen-Farge              | Regio-S-Bahn Bremen/Niedersachsen                                       |
| 4                  | Rotenburg (Wümme)                                    | Regionalbahn (Regio-S-Bahn Bremen/Niedersachsen)                        |
| 5                  | Rotenburg (Wümme)                                    | Jeweils die frühesten beiden Regionalbahnen zwischen Montag und Freitag |
| 6 (kein Bahnsteig) | Alle Richtungen                                      | Güterverkehr                                                            |

## Verkehrsanbindung
Im Fahrplanjahr 2022 halten folgende Linien des Schienenpersonenfernverkehrs im Bahnhof Verden (Aller):
| Linie  | Linienverlauf                                                                                  | Takt (min)    | EVU            |
| ------ | ---------------------------------------------------------------------------------------------- | ------------- | -------------- |
| ICE 10 | Oldenburg – Bremen – Verden – Hannover – Wolfsburg – Berlin Ostbahnhof                         | einzelne Züge | DB Fernverkehr |
| ICE 25 | Oldenburg – Bremen – Verden – Hannover – Kassel-Wilhelmshöhe – Würzburg – Ingolstadt – München | einzelner Zug | DB Fernverkehr |
| IC 56  | Norddeich Mole – Emden – Oldenburg – Bremen – Verden – Hannover – Magdeburg – Halle – Leipzig  | 120           | DB Fernverkehr |

Daneben halten folgende Linien des Schienenpersonennahverkehrs:
| Linie | Linienverlauf | Takt                                         | Betreiber     |
| ----- | --- | -------------------------------------------- | ------------- |
| RE 1  | Norddeich Mole – Norddeich – Norden – Marienhafe – Emden Hbf – Leer (Ostfriesland) – Augustfehn – Westerstede-Ocholt – Bad Zwischenahn – Oldenburg (Oldb) Hbf – Hude – Delmenhorst – Bremen Hbf – Bremen-Mahndorf – Achim – Verden (Aller) – Dörverden – Eystrup – Nienburg/Weser – Neustadt a Rübenberge – Wunstorf – Hannover Hbf Stand: Fahrplanwechsel Dezember 2024                                                                    | 120 min                                      | DB Regio Nord |
| RE 8  | Bremerhaven-Lehe – Bremerhaven Hbf – Osterholz-Scharmbeck – Bremen Hbf – Bremen-Mahndorf – Achim – Verden (Aller) – Dörverden – Eystrup – Nienburg/Weser – Neustadt a Rübenberge – Wunstorf – Hannover Hbf Stand: Fahrplanwechsel Dezember 2024 | 120 min                                      | DB Regio Nord |
| RS 1  | Bremen-Farge – Bremen Turnerstraße – Bremen Kreinsloger – Bremen Mühlenstraße – Bremen-Blumenthal – Bremen Klinikum Nord/Beckedorf – Bremen-Aumund – Bremen-Vegesack – Bremen-Schönebeck – Bremen-St. Magnus – Bremen-Lesum – Bremen-Burg – Bremen-Oslebshausen – Bremen-Walle – Bremen Hbf – Bremen-Sebaldsbrück – Bremen-Mahndorf – Achim – Baden (Kr Verden) – Etelsen – Langwedel – Verden (Aller) Stand: Fahrplanwechsel Dezember 2023 | 30 min (wochentags) 60 min (Wochenende)      | NordWestBahn  |
| RS 6  | Rotenburg (Wümme) – Verden (Aller) Stand: Fahrplanwechsel Dezember 2023 | 60/120 min (wochentags) 120 min (Wochenende) | NordWestBahn  |